# CZ P-10 C
CZ P-10 C là một loại súng ngắn bán tự động nhỏ gọn sử dùng cơ chế bắn chốt nổ do Česká zbrojovka (CZ) của Cộng hòa Séc sản xuất. Nó được giới thiệu vào năm 2017 sau khi phát triển bắt đầu vào năm 2014. Súng được thiết kế để tự vệ và sử dụng trong các lực lượng vũ trang (mặc dù chưa có sự ghi nhận nào về việc sử dụng bởi các lực lượng vũ trang chính thức của bất kỳ quốc gia nào kể từ năm 2018).
CZ P-10 C có khung polymer ổn định về mặt cơ học và nhiệt được gia cố bằng sợi thủy tinh và ba ốp báng súng có thể hoán đổi cho nhau. Băng đạn tương thích ngược với loại CZ P-07 nhưng không phải ngược lại.
CZ P-10 C là đối thủ cạnh tranh trực tiếp với Glock 19. Súng có đặc điểm rất giống nhau nhưng Glock nhẹ hơn khoảng 2,4 oz, ngắn hơn khoảng một phần mười inch và có góc cầm khác nhau.

## Lịch sử
P-10 C là loại súng ngắn sử dụng cơ chế bắn chốt nổ đầu tiên được sản xuất bởi CZ. Chữ C trong tên chỉ compact. Công thái học của P-10 C tương tự như của CZ 75 với hệ thống điểm hỏa mới được thiết kế để làm cho nó "hiệu quả hơn và dễ điều khiển hơn".

## Chi tiết thiết kế
P-10 C là loại súng ngắn bán tự động dùng cơ chế bắn chốt nổ. Loại cơ chế điểm hỏa này ngăn không cho súng bị cướp cò, ngay cả khi súng bị rơi. Các tính năng an toàn khác bao gồm một khóa chốt nổ cơ học. Súng không có tính năng ngắt liên kết băng đạn, ngăn không cho nó bắn khi rút băng đạn ra.
Khung thân súng được làm từ polymer sợi gia cố trong khi slide được làm bằng thép không gỉ. Các slide và băng đạn ăn khớp với nhau. Nòng súng là thép rèn dập nguội với lớp phủ nitride màu đen. Các điểm ngắm súng lục là đầu ruồi sắt với hệ thống ba chấm có khả năng phát quang khi ngắm trong đêm.
Vòng bao cò súng lớn để phù hợp với nhiều kích cỡ ngón tay khác nhau và cho phép sử dụng kể cả khi đeo găng tay. Khóa an toàn được sửa đổi cho phù hợp hơn với công thái học. Các tính năng công thái học bổ sung bao gồm ba kích thước ốp báng súng khác nhau.
Một khẩu súng P-10 C mới của CZ được đóng gói trong hộp nhựa có khóa có tay cầm, ba ốp báng súng, hai hộp tiếp đạn 15 viên, cáp khóa, bàn chải và que làm sạch, và hướng dẫn sử dụng. Ốp báng cầm bằng polymer và có ba kích cỡ khác nhau; chúng trượt trên ray và một chốt khóa kẹp vào khung.

## Quốc gia sử dụng
Ba Lan
- Cục chống tham nhũng trung ương [12]
- Hải quan [13] vài chục.
- Stra Graniczna [14] 1600 theo đơn đặt hàng với tùy chọn bổ sung thêm 600.

## Giải thưởng
CZ P-10 C đã được tạp chí Guns &amp; Ammo trao giải thưởng Súng lục của năm 2017.

## Liên kế ngoài
- Trang chính thức
- Hướng dẫn sử dụng CZ P-10 Lưu trữ ngày 12 tháng 10 năm 2018 tại Wayback Machine